# Holodentata caeca
Holodentata caeca is een pissebed uit de familie Paramunnidae. De wetenschappelijke naam van de soort is voor het eerst geldig gepubliceerd in 2009 door Doti, Choudhury & Brandt.